# Dipodillus rupicola
Dipodillus rupicola és una espècie de mamífer rosegador de la família dels múrids. És endèmic de la riba dreta del riu Níger en el seu curs per Mali. Els seus hàbitats naturals són les zones rocoses i els penya-segats envoltats per la sabana seca. Es desconeix si hi ha cap amenaça significativa per a la supervivència d'aquesta espècie.